# Annona moaensis
Annona moaensis là loài thực vật có hoa thuộc họ Na. Loài này được León & Alain mô tả khoa học đầu tiên năm 1946.